# Koishi.js
Koishi.js（通称 Koishi）是一个跨平台的聊天機器人框架，其使用 TypeScript 开发，可在 Node.js 上运行。
Koishi 标识来源于东方 Project 中的角色古明地戀 (Komeiji Koishi)。

## 特性

### 开箱即用
Koishi 提供了控制台（WebUI），降低了操作门槛，用户可以通过控制台查看运行状态，以及修改配置。
Koishi 提供在线插件市场，让没有编程基础的用户也能搭建机器人。
Koishi 支持 QQ，Telegram，Discord，飞书等主流聊天平台。

### 专为开发者打造
Koishi 为开发者准备了类型支持、单元测试、模块热重载等功能，使开发者得以在各种情况下构建规模化的解决方案。

## 附注
1. ↑  基于 TypeScript